# Bryum nepalense
Bryum nepalense là một loài Rêu trong họ Bryaceae. Loài này được (Hook.) Dozy & Molk. mô tả khoa học đầu tiên năm 1845.